# Planaphrodes iranicus
Planaphrodes iranicus är en insektsart som beskrevs av Dlabola 1971. Planaphrodes iranicus ingår i släktet Planaphrodes och familjen dvärgstritar. Inga underarter finns listade i Catalogue of Life.